# FRIPON
Cet article concerne le projet de détection de météorites. Pour le personnage mythique, voir Fripon.
 (mai 2025).
Si vous disposez d'ouvrages ou d'articles de référence ou si vous connaissez des sites web de qualité traitant du thème abordé ici, merci de compléter l'article en donnant les références utiles à sa vérifiabilité et en les liant à la section « Notes et références ».
FRIPON, acronyme de l'anglais Fireball Recovery and InterPlanetary Observation Network, en français « Réseau de récupération de boules de feu (bolides) et d'observation interplanétaire », est un réseau de caméras qui surveille le ciel en continu depuis 2016 pour détecter des bolides, c'est-à-dire des fragments de corps extraterrestres rentrant dans l'atmosphère terrestre et suffisamment gros pour arriver parfois en partie au sol. L'objectif final est de localiser et collecter les météorites résultantes.
Certaines météorites sont les plus vieilles roches existantes auxquelles ont accès les scientifiques, seuls témoignages de la formation et de l'évolution du système solaire. Elles viennent d'un grand nombre de corps célestes différents, probablement de l'ordre de la centaine ou plus. Ces météorites primitives offrent potentiellement une voie d'accès à la compréhension de l'origine du système solaire et de ses différents corps, notamment bien sûr la Terre, voire à la spécificité qui en fait une planète habitée. Ainsi, de manière ultime, elles sont des éléments indispensables pour comprendre l'origine de la Vie sur Terre. Mais pour interpréter ce qu'elles représentent, les scientifiques ont besoin de savoir d'où elles proviennent. Le programme FRIPON est conçu pour obtenir ces informations.

## Contexte
La Terre est en permanence bombardée par des corps plus ou moins gros, appelés « météoroïdes », venant de l'espace interplanétaire. La Terre n'a pas à ce sujet de statut particulier. En effet, les autres objets du système solaire sont aussi soumis à ce bombardement permanent, comme l'attestent les surfaces cratérisées de Mars, Mercure et leurs satellites, par exemple. En entrant dans l'atmosphère, les météoroïdes se consument en totalité ou en partie, laissant dans le ciel une trace lumineuse appelée « météore ». S'ils se consument complètement, on parle d'« étoiles filantes ». S'ils sont assez gros pour atteindre le sol, on parle de « bolides » (en anglais : fireballs), et leurs résidus trouvés au sol sont des « météorites ». Le programme FRIPON s'intéresse donc à la détection des bolides et à la collecte des météorites.
La NASA estime qu'il tombe chaque année sur la Terre une quarantaine de tonnes de météorites, dans une gamme de masses allant de la dizaine de grammes au quintal (100 kg), ce qui reste des ordres de grandeur encore en cours d'évaluation. En France métropolitaine, il est probable qu'il tombe par an, en moyenne, une dizaine de tels objets. Au cours du XIXe siècle, 44 météorites pesant de 1 à 100 kg ont été retrouvées qui sont entrées dans la collection nationale française maintenue par le Muséum national d'histoire naturelle (MNHN). Au XXe siècle, seulement une dizaine sont venues enrichir cette importante collection de recherche. Compte tenu de la haute valeur scientifique des météorites, il convenait d'améliorer la collecte en surveillant en permanence les météores et les trajectoires des bolides pour augmenter les chances de les retrouver et tenter de découvrir leur origine.
Un programme de surveillance et de chasse aux météorites a été initié dans les années 1950 par l'observatoire d'Ondřejov en Tchéquie. Cet observatoire a acquis une réelle expertise dans ce domaine avec un réseau de cinq stations de photographie réparties sur le territoire. En 1968, le réseau a été étendu à 15 nouvelles stations établies en Allemagne. Puis le réseau s'est élargi par des stations installées en Belgique, au Luxembourg, en Suisse et en Autriche. Ce réseau étendu, actuellement riche de 34 vidéo-caméras, constitue l'European Fireball Network. Il est codirigé par le Centre aérospatial allemand et l'observatoire de d'Ondřejov. En Espagne, le Spanish Photographic Meteor Network fonctionne parallèlement. En Australie, le Desert Fireball Network (DFN), mis en place par l'Université Curtin, a installé 32 caméras dans le désert et couvre un tiers du ciel australien. Pour la recherche des météorites, le DFN s'appuie sur un réseau de bénévoles nommé Fireball in the Sky. Le DFN a pu détecter un bolide et récupérer une météorite en juillet 2007, peu après sa mise en service. Aux États-Unis, la NASA a mis en place le All Sky Fireball Network, puis le site Web Watch the Skies. L'American Meteor Society est une association de bénévoles qui se consacre à l'observation des météores et des bolides depuis 1911.
En France, un réseau d'observation de météores géré par des amateurs, le BOAM (Base des observateurs amateurs de météores), fonctionne depuis 2010 mais ne compte qu'une dizaine de caméra. Le réseau FRIPON, avec ses 100 caméras, couvre l'ensemble du territoire français et complète ainsi le réseau de surveillance du ciel européen. Ce projet a été initié en 2013 et inauguré le 28 mai 2016,,,.

## Objectifs
Le programme FRIPON a pour objectifs de :
- enregistrer avec un réseau de caméras les images des météores d'une magnitude inférieure à -4, équivalente à celle de la planète Vénus ;
- reconstituer par le calcul, à partir des images de plusieurs caméras d'un même événement et des enregistrements de ses échos radio, 1) l'orbite de chaque objet pour identifier le possible corps parent : planète, astéroïde ou comète et 2) la trajectoire dans l'atmosphère des plus gros objets (bolides) pour identifier la zone d'impact au sol des météorites
- retrouver les météorites le plus rapidement possible après leur chute avec l'aide de bénévoles formés et encadrés par des spécialistes
- identifier la composition chimique des objets détectés 1) par l'analyse physico-chimique des météorites collectées et 2) par la spectrométrie de la lumière émise par les météores. Les résultats de ces analyses fourniront aussi des indications sur les corps parents possibles.

Avec une moyenne d'une dizaine de chutes météoriques chaque année en France, dont la moitié se produit de jour et donc avec un météore très difficilement observable, le réseau FRIPON espère dans un premier temps identifier au mieux deux à trois événements par an et mettre en œuvre rapidement les moyens de récupérer les objets.

## Organisation du réseau

### Laboratoires
Le programme FRIPON repose sur les chercheurs de cinq laboratoires du CNRS.
1. Institut de mécanique céleste et de calcul des éphémérides (IMCCE) de l'observatoire de Paris, université de recherche Paris Sciences et Lettres ;
2. Institut de minéralogie, de physique des matériaux et de cosmochimie (IMPMC) du Muséum national d'histoire naturelle, et l'Université Pierre-et-Marie-Curie-Sorbonne Universités ;
3. Laboratoire de Géosciences de l'Université Paris-Sud (GEOPS) ;
4. Centre européen de recherche et d'enseignement de géosciences de l'environnement (CEREGE), Observatoire des sciences de l'univers, Institut Pythéas, université d'Aix-Marseille ;
5. Laboratoire d'astrophysique de Marseille (LAM), Observatoire des sciences de l'univers, Institut Pythéas, université d'Aix-Marseille.

### Répartition des tâches d'administration et de recherche
La mise en place des instruments, leur administration et la poursuite des programmes de recherche sont réparties entre les chercheurs des 5 laboratoires fondateurs :
1. Mise en place du réseau de caméras et du réseau des récepteurs radio, gestion générale du projet FRIPON, François Colas, Jean-Louis Rault (IMCCE) ;
2. Mise en place du réseau des référents locaux et régionaux, Sylvain Bouley (GEOPS) ;
3. Gestion et réduction des données numériques; Adrien Malgoyre, Julien Lecubin, Cyrille Blanpain (Observatoire des sciences de l'univers, Institut Pythéas), Chiara Marmo, Yoann Audureau, Stéphane Caminade (GEOPS) ;
4. Calcul de l’ellipse de chute des météorites et de l'orbite des objets dans l'espace, Jérémie Vaubaillon, Simon Jeanne, Minkyung Kwon, François Colas, L. Maquet (IMCCE) ;
5. Organisation de la recherche des météorites sur le terrain, classement et études minéralogiques des échantillons, programme de sciences participatives Vigie-Ciel, Brigitte Zanda (IMPMC) aidée de Monica Rotaru (Universcience) ;
6. Analyse préliminaires des météorites trouvées, Jérôme Gattacceca (CEREGE) ;
7. Identification des régions sources, Pierre Vernazza, Laurent Jorda (LAM) ;
8. Analyse spectroscopique des météores, Pierre Vernazza (LAM), François Colas, M. Birlan, Jérémie Vaubaillon (IMCCE).

### Comité de pilotage
Le comité de pilotage est constitué des 14 chercheurs responsables des tâches d'administration et de recherche sous la direction de Francois Colas.

### Réseau des référents sur le terrain
L'étendue du réseau FRIPON nécessite des relais régionaux et des relais locaux.

#### Référents régionaux
Des chercheurs en astronomie ou en sciences planétaires des universités de chaque région administrative en France sont associés au programme FRIPON pour superviser le fonctionnement de 2 à 9 caméras. Chaque responsable régional doit constituer, former et maintenir en alerte un réseau de bénévoles mobilisables en cas de recherche de météorites. Au 31 mai 2016, il existe 35 référents régionaux.

#### Référents locaux
Chaque station optique ou radio est sous la responsabilité d'un référent local qui doit s'assurer du bon fonctionnement de la station. Il doit aussi aider à la coordination de la recherche de météorites en cas de chute au voisinage de sa station. Il doit participer au programme de science participative. Au 31 mai 2016, 75 référents locaux prennent soin des stations en service.

## Description du réseau de collecte de données

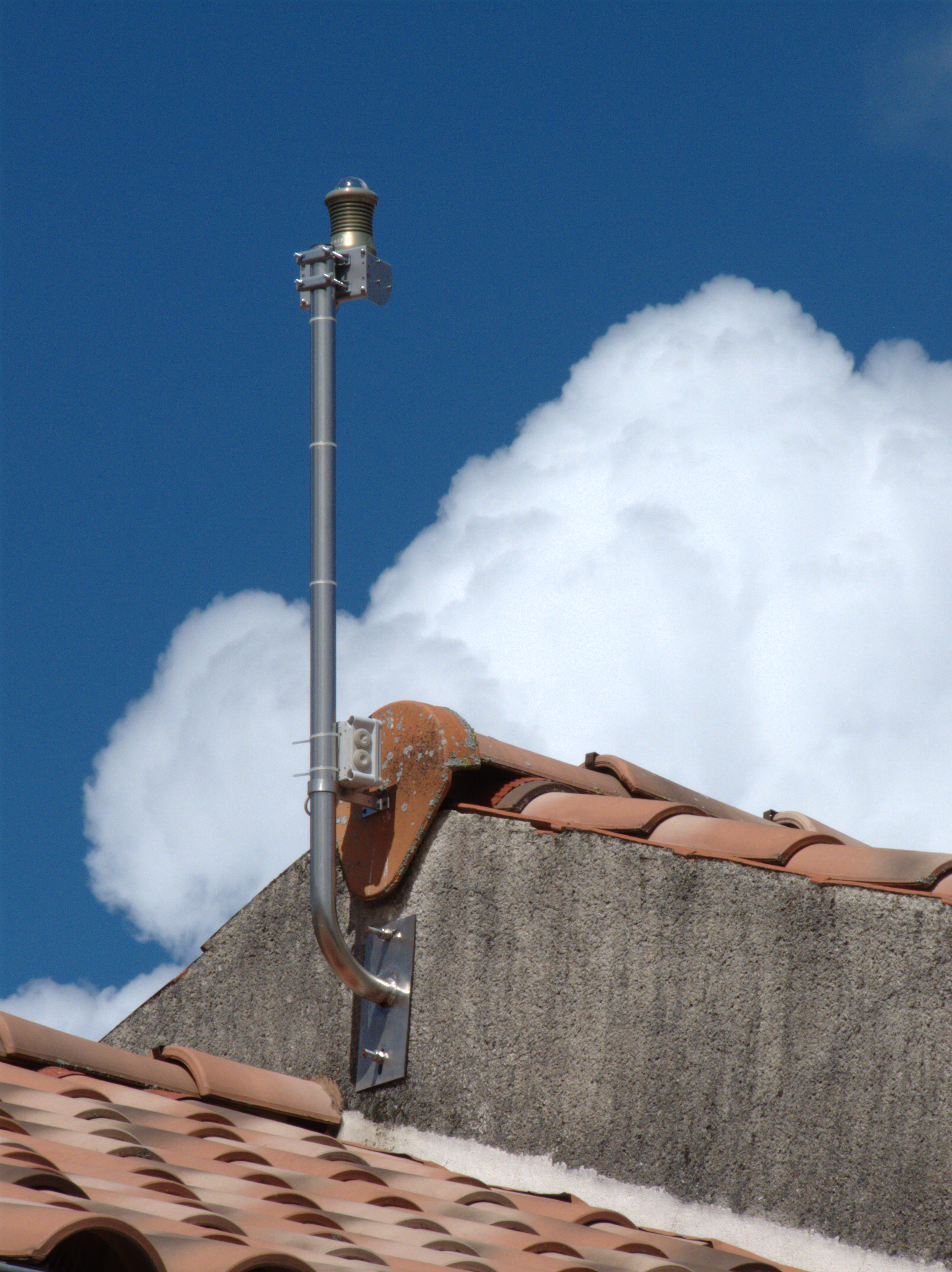
Caméra en du réseau FRIPON à La Chapelle-aux-Lys en Vendée.

Le réseau Fripon est constitué de 105 caméras connectées et 25 récepteurs radio, distribués sur un maillage recouvrant toute la France tous les 50 à 100 kilomètres. Le réseau Fripon compte également des dizaines de caméras à l'étranger grâce à des réseaux partenaires :
- le réseau italien Prima Rete Italiana per la Sorveglianza sistematica di Meteore e Atmosfera (PRISMA) ;
- le réseau britannique System for Capture of Asteroid and Meteorite Paths (SCAMP) ;
- le réseau roumain Meteorites Orbits Reconstruction by Optical Imaging (MOROI) ;
- le réseau québécois Détection et Observation des météores (DOMe) ;
- le réseau néerlandais FRIPON- Netherlands ;
- le réseau espagnol FRIPON-Spain ;
- le réseau belge FRIPON-Belgium ;
- le réseau suisse FRIPON-Switzerland.

Des projets sont en cours qui concernent l'Autriche, le Brésil, le Chili, le Danemark, le Mexique, le Maroc, le Pérou et la Tunisie.

### Caméras
Une centaine de caméras à objectif fisheye ont été installées depuis 2015. Les images du ciel sont enregistrées 24h/24 sur un ordinateur local et transmises en temps réel à un serveur de l'Observatoire des sciences de l'Univers à Aix Marseille Université (OSU Institut Pythéas). Un réseau de secours est prévu vers l'Observatoire des sciences de l'Univers à Paris-Sud (OSUPS). Les images sont traitées en temps réel pour ne conserver que les événements recherchés. L'image du ciel produite par chacune des caméras est accessible en temps réel en cliquant sur la carte interactive du site web du réseau FRIPON.

#### Positionnement des caméras
En 2016, le réseau est constitué de caméras situées dans chacun des sites suivants. La plupart sont situés en France ; pour ceux-ci, le numéro de leur département de rattachement est indiqué entre parenthèses. Pour les quelques lieux situés hors de France, le pays auquel ils appartiennent est indiqué.
- Aix-en-Provence (Bouches-du-Rhône)
- Albi (Tarn)
- Angers (Maine-et-Loire)
- Angoulême (Charente)
- Arras (Pas-de-Calais)
- Aubusson (Creuse)
- Aurillac (Cantal)
- Barcelonnette (Alpes-de-Haute-Provence)
- Beaumont-lès-Valence (Drôme)
- Belfort (Territoire de Belfort)
- Besançon (Doubs)
- Biguglia (Haute-Corse)
- Bucarest (Roumanie)
- Cahors (Lot)
- Cailhavel (Aude)
- Cappelle-la-Grande (Nord)
- Charleville-Mézières (Ardennes)
- Chalon-sur-Saône (Saône-et-Loire)
- Châtillon-sur-Seine (Côte-d'Or)
- Caussols (Alpes-Maritimes)
- Coulounieix (Dordogne)
- Dax (Landes)
- Dijon (Côte-d'Or)
- Épinal (Vosges)
- Glux-en-Glenne (Nièvre)
- Grenoble (Isère)
- Gretz-Armainvilliers (Seine-et-Marne)
- Guzet-neige (Ariège)
- Observatoire de Haute-Provence (Alpes-de-Haute-Provence)
- Hendaye (Pyrénées-Atlantiques)
- Hyères (Var)
- La Chapelle-aux-Lys (Vendée)
- Le Bleymard (Lozère)
- Le Versoud (Isère)
- Les Angles (Gard)
- Lille (Nord)
- Lyon (Métropole de Lyon)
- Observatoire des Makes (La Réunion)
- Mantet (Pyrénées-Orientales)
- Marigny (Deux-Sèvres)
- Marseille (Bouches-du-Rhône)
- Maubeuge (Nord)
- Mauroux (Gers)
- Migennes (Yonne)
- Montsec (Espagne)
- Moulins (Allier)
- Nantes (Loire-Atlantique)
- Narbonne (Aude)
- Onet-le-Château (Aveyron)
- Orléans (Loiret)
- Orsay (Essonne)
- Osenbach (Haut-Rhin)
- Paris (Paris)
- Pic du Midi de Bigorre (Hautes-Pyrénées)
- Pierres (Eure-et-Loir)
- Pino Torinese (Italie)
- Pontarlier (Doubs)
- Porto-Vecchio (Corse-du-Sud)
- Puy de Dôme (Puy-de-Dôme)
- Querqueville (Manche)
- Reims (Marne)
- Rio de Janeiro  (Brésil)
- Astroblème de Rochechouart (Charente/Haute-Vienne)
- Rouen (Seine-Maritime)
- Saint-Bonnet-Elvert (Corrèze)
- Saint-Julien-du-Pinet (Haute-Loire)
- Saint-Lupicin (Jura)
- Salon-de-Provence (Bouches-du-Rhône)
- San Pedro de Atacama (Chili)
- Sarralbe (Moselle)
- Strasbourg (Bas-Rhin)
- Sutrieu (Ain)
- Talence (Gironde)
- Tauxigny (Indre-et-Loire)
- Troyes (Aube)
- Valcourt (Haute-Marne)
- Vannes (Morbihan)
- Vienne (Autriche)
- Villerest (Loire)
- Wimereux (Pas-de-Calais)

### Récepteurs radioVHF
S'il est possible de voir les météores, il est aussi possible de les "entendre". A cette fin, FRIPON utilise les ondes VHF du radar militaire GRAVES,. Ce radar surveille en permanence les satellites et débris spatiaux qui gravitent autour de la Terre et survolent la France. FRIPON déploie sur le territoire 23 récepteurs VHF accordés sur la fréquence de GRAVES. Ils captent l'écho produit par le radar militaire sur la tête des bolides qui pénètrent dans la haute atmosphère vers 100 km d'altitude à des vitesses de 30 à 70 km/s. La modulation de la fréquence d'émission par l'effet Doppler donne des indications précises de vitesse, indispensables pour le calcul des trajectoires d'entrée. Les données d'écoute radar sont transmises au serveur d'OSUPS.

### Autres dispositifs
Le calcul de la trajectoire des météorites doit intégrer la direction et la vitesse des vents, données qui seront obtenues de Météo-France.
En cas de chute d'une grosse météorite, l'impact peut être détecté par le réseau des sismographes qui, dans ce cas, peut contribuer à le localiser.

## Traitement des données
À partir des images d'un même météore enregistrées par plusieurs caméras éloignées les unes des autres de plusieurs dizaines de kilomètres, il est possible par des calculs de triangulation, de reconstituer en 3D la trace du météore, d'en déduire son orbite probable d'entrée et d'établir la trajectoire de sa chute dans l'atmosphère. En général, on ne peut pas suivre le bolide jusqu'au sol. La trace lumineuse cesse vers 20 km d'altitude quand le bolide est suffisamment freiné par l'atmosphère pour ne plus briller. Il poursuit sa chute "en vol sombre" à une vitesse de quelques centaines de kilomètres par heure.
Les données recueillies par les récepteurs VHF sont traitées de façon analogue et contribuent aux calculs des trajectoires.
Pour le programme FRIPON, plusieurs logiciels ont été développés :
- pour l'acquisition et la détection des événements, programme FreeTure ;
- pour le calcul des orbites et la détermination des zones d'impact ;
- pour l'administration et la diffusion des images.

## La collecte des météorites

### Taille des bolides
Le réseau des caméras FRIPON peut détecter et enregistrer les météores dont la brillance est supérieure à celle de Vénus. Mais les bolides, susceptibles de produire des météorites, doivent avoir une luminosité bien plus grande (une magnitude inférieure à -14, comme celle de la pleine lune). Si le bolide est de nature rocheuse, non ferrique, son diamètre initial (à l'entrée dans l'atmosphère) doit être supérieur à 1 m.

### Fréquence
Le programme FRIPON permettra d'établir des statistiques qui, pour l'instant, font défaut sur une période d'au moins 10 ans. Il est prévu de détecter une dizaine de bolides par an et on espère récupérer une à deux météorites par an.

### Collecte des météorites - Programme Vigie-Ciel
Il y a un intérêt scientifique à récupérer des météorites fraîchement tombées. C'est pourquoi une campagne de récupération des météorites sera déclenchée dans les 24 heures suivant l'enregistrement d'une chute. La zone de chute sera une ellipse d'environ 20 km2. Les recherches seront organisées par les responsables référents locaux et régionaux.

## Historique
Le 19 juillet 2011, « entre 5h10 et 5h30 du matin, une boule de feu accompagnée d'une violente déflagration est observée un peu partout en Bretagne... À quoi correspond ce phénomène ? François Colas fait partie des experts qui ont tenté de le savoir... Il se convainc que, selon toute probabilité, l'entrée d'un astéroïde dans l'atmosphère terrestre, puis sa fragmentation, sont à l'origine de l'apparition. Mais malgré tous leurs efforts, lui et ses collègues ne réussiront pas à le prouver : il ne pourront pas mettre la main sur l'objet ni en déterminer la provenance... François Colas a, depuis, tiré la leçon de cette mésaventure. Avec quelques confrères d'autres institutions, il s'est lancé dans un ambitieux projet : doter la France d'un réseau, unique au monde, de détection des bolides et des boules de feu. »
La chronologie exposée ci-après est issue du site web du programme FRIPON.

### Projet (2013)
Après deux ans de réflexion, un projet intitulé Réseaux Français d'Observation des Bolides et Recherche des Météorites est déposé auprès de l'Agence Nationale pour la Recherche (ANR) par François Colas (chercheur CNRS à l’Observatoire de Paris), Brigitte Zanda (enseignant-chercheur au Muséum national d'histoire naturelle) et Sylvain Bouley (enseignant-chercheur à l’université Paris-Sud) au nom des cinq laboratoires partenaires. Le 21 juin 2013, l'ANR accepte le projet et le finance à hauteur de 500 000 € à partir du 1er janvier 2014,.
A l'automne 2013, un pré-programme de faisabilité, dénommé FRIPON Pathfinder, est lancé. Plusieurs caméras sont acquises avec l'aide de l'Observatoire de Paris, la Mairie de Paris et l'Université Paris-Sud. Elles sont positionnées et testées à partir du 1er octobre, pour avoir une idée claire de la technologie à mettre en œuvre en 2014. Le 2 octobre, à 13h56, les premières images d'un météore sont enregistrées par la caméra allsky de l'observatoire de Paris. Deux ingénieurs en informatique sont recrutés, l'un pour mettre en place le réseau d'acquisition et de traitement des images, l'autre pour élaborer les programmes de calcul des trajectoires.

### Choix et acquisition des instruments (2014-2015)
Le 10 janvier 2014, les participants (57 présents) au projet FRIPON, responsables locaux, régionaux et nationaux, se réunissent pour la première fois au planétarium de Vaulx-en-Velin pour faire le point sur le projet, sur les choix du matériel et les modalités d'acquisition ainsi que sur l'état de développement des logiciels.
Le 1er février 2014, le comité de pilotage de Fripon se réunit avec les chercheurs Belges à l'Institut d'Aéronomie Spatiale de Belgique à Uccle. Il est décidé d'étendre le réseau optique de FRIPON à la Belgique (5 caméras). Prise de connaissance du réseau radar de détection des météores: Belgian RAdio Meteor Stations (BRAMS).
Le 7 mars 2014, la caméra du Pic du Midi enregistre un bolide de magnitude -10.
31 mars - 21 avril 2014, appel d'offres pour la fabrication des boîtiers des caméras FRIPON.
Le 5 août 2014, L'équipe FRIPON a mené un exercice de recherche de météorites au Hameau des Étoiles à Fleurance dans le Gers, dans le cadre du 24e Festival d'Astronomie. 12 météorites cachées sur le terrain de 10 ha ont été retrouvées parmi 70 leurres et d’innombrables cailloux autochtones.
Le 19 janvier 2015, après une année de tests de différentes possibilités optiques et mécaniques, l'équipe FRIPON arrête ses choix et lance la fabrication des caméras FRIPON. La première caméra FRIPON est installée au Pic du Midi.
Le 3 février 2015, le programme FreeTure, développé pour détecter les météores sur les images, est en ligne sur GitHub en version bêta.
Le 11 avril 2015, la deuxième réunion nationale de FRIPON a lieu au Muséum national d'histoire naturelle, à Paris. Au programme, des informations sur: 
- l'avancement du programme, sur les calcul d'orbites et les paramètres de chute des météorites.
- la mise en place et le fonctionnement du matériel, caméras et récepteurs radio
- la mise en place du réseau de science collaborative et du programme Vigie-Ciel

Le 9 juillet 2015, la première détection simultanée d'un événement par trois caméras installées à Orsay, à l'Uranoscope d’Île-de-France et Orléans, constitue le premier test de la robustesse du programme d'acquisition et de détection FreeTure.
Le 17 juillet, l'appel d'offres pour la fourniture des PCs est ouvert.
28 septembre - 4 octobre 2015, à l'occasion du European Planetary Science Congress organisé à la Cité des Congrès de Nantes, FRIPON est présenté aux chercheurs étrangers et au grand public français.
Le 9 octobre 2015, 3 caméras sont installées en Provence: Parc du Cosmos, Observatoire de Haute-Provence, Laboratoire d'Astronomie de Marseille.
27 octobre 2015, FreeTure 1.0, première version stable du logiciel, est disponible en ligne.
Les PCs d'acquisition et de détection sont les dernières pièces indispensables au fonctionnement du réseau. Les premiers PCs sont livrés en décembre 2015.

### Mise en place du réseau (2016)
Début janvier 2016, 25 caméras sont opérationnelles et commencent à enregistrer des météores.
Au 10 février 2016, une caméra est installée en Roumanie, une autre au Brésil et une au Chili. La stratégie des responsables du programme est de mettre quelques caméras à disposition des chercheurs étrangers pour qu'ils se familiarisent avec l'instrument et qu'ils obtiennent de leurs institutions publiques ou privées le financement d'un réseau sur leur sol.
Le 1er mars 2016, un bolide de magnitude -10 est détecté par 11 stations du Sud de la France.
Le 13 mars 2016, une caméra FRIPON est installée à l'Observatoire de Turin. A terme le réseau italien sera indépendant, tout en gardant une connexion avec la France car les bolides ne respectent pas les frontières! Le 27 mars, à 3h29, un bolide a été enregistré par la station de Turin et par celle de Barcelonnette.
Le 25 mars 2016, un météore de magnitude -9 est détecté par la station de Vannes, qui est encore seule en Bretagne. Avec le réseau en place, un météore est détecté chaque nuit.
Le 28 mai 2016, pour marquer l'installation de 2/3 des caméras prévues, le réseau FRIPON est officiellement inauguré,,.
Pour compléter le réseau, le reste des caméras et les récepteurs radio seront mis en service progressivement avant la fin 2016.
Les données collectées deviennent suffisantes pour pouvoir calculer les premières orbites.

## Hommage
L'astéroïde (360762) FRIPON est nommé en l'honneur du réseau de détection.